# Солянка (Наримановский район)
Соля́нка (тат. Сүләнке) — село в Наримановском районе Астраханской области, административный центр Солянского сельсовета.

## География и климат
Село Солянка расположено вблизи правого берега Волги. Солянка является западным пригородом Астрахани. Село окружено территорией города с севера, востока и юга, в связи с чем городские маршруты наземного транспорта Астрахани, соединяющие Новолесное, Стрелецкое, Приволжье с центром города проходят через него транзитом. Климат резко континентальный, преобладают западные ветра. Почва песчано-суглинистая.

## История
Село основано во второй половине 18-го века юртовскими татарами в количестве 175 человек. Название село получило из-за множества окружающих его соляных источников («су» — вода). В 1744 году там поселяются туркмены, казанские татары, мишари — «калпаклар», кыргызы. По сохранившимся сведениям в 1797 году в Солянке было 7 мечетей, село делилось на 7 кварталов -«махалля» со своим названием и советом — «махаллятом» во главе. В 1869 году население села насчитывало 802 человека. Жители занимались торговлей лесом, мелкой торговлей, огородничеством. В 1900 году население увеличилось и составляло уже 1540 человек. Имелся лесопильный, бондарный (на 25 человек) заводы, тоня, кузница, пожарный обоз, училище, 5 деревянных мечетей.
Повествуя о «кундровцах» — карагашах, первый систематик отечественной этнографии И.Г Георги в конце XVIII в. отмечает среди них «несколько бурутов (бурутами кыргызов называли джунгары), или большой орды киргизов, которые в 1758 году с некоторым числом соонгарцев (то есть джунгарцев) соединились». Крупная группа «увачановских бурутских татар» в «мочагах» и их ответвление вместе с карагашами отмечены ревизской сказкой 1782 г. До сих пор у смешанной общности ногайского происхождения, живущей в «мочагах», род «кыргыз» является наиболее уважаемым. В пригородном юртовско-ногайском селе Солянка волжского правобережья зафиксирован совсем небольшой квартал «кыргыз». Более-менее свободное переселение на Нижнюю Волгу привело к резкому увеличению к концу XVIII в. населения края, его многонациональному составу. По-прежнему самой многочисленной группой населения, после русских, являлись калмыки. Полукочевые и оседлые народы были представлены почти 12 тыс. чел. карагашей (с частью бурутов), 6 тыс. юртовцев (с эмекам и их потомками), 2,5 тыс. туркмен, 1,5 тыс. утаров с бурутами, 0,5 тыс. тулугановских кундровцев.
Солянский сельский Совет народных депутатов и его исполнительный комитет был образован в составе Карантиненской волости Астраханского уезда в 1919 году. В июле 1925 году был включен в состав Зацаревского района Нижне-Волжского края, передан в состав Трусовского района в 1927 году, Астраханского района в 1928 году, Наримановского района в 1931 году.
В 1930 году по решению общего собрания граждан села был образован колхоз им. Ленина.
В мае 1944 года село вошло в состав Приволжского района Астраханской области. С февраля 1963 года входит в состав Наримановский район Наримановского района.

## Население
| 1859 | 1904 | 1914 |
| ---- | ---- | ---- |
| 1425 | 1275 | 1892 |

| 2002 | 2010  | 2013  | 2014  | 2021  |
| ---- | ----- | ----- | ----- | ----- |
| 3188 | ↗3738 | ↗5089 | ↗5332 | ↗5995 |

Население по переписи 2010 года составляет 3 738 человек. Около 70 % населения составляют татары. Так же проживают русские и казахи. Согласно результатам переписи 2002 года татары составляли 61 % населения села

## Учреждения села
- Узел почтовой связи Астраханского филиала «Почта России» в с. Солянка
- Солянская амбулатория
- МОУ СОШ с. Солянка
- МДОУ «Детский сад с. Солянка»
- МУК «Центр досуга с. Солянка»

## Религия
Мечети
- Мечеть